# Sondica
Sondica (oficialmente en euskera: Sondika) es una anteiglesia y municipio de la provincia de Vizcaya en el País Vasco, España. Está situado en la comarca del Valle de Asúa a escasos 5 km de Bilbao. En Sondica se ubica parte del aeropuerto de Bilbao. Es uno de los municipios, junto con todos los de la comarca, de expansión del Gran Bilbao, dada la saturación poblacional de ambas márgenes de la ría de Bilbao. La capital está en Basozabal.
Su núcleo principal es Basozabal, con 3748 habitantes situado junto al borde sur del aeropuerto, así como Izartza, con una población de 568 habitantes. El área industrial se localiza prácticamente de forma exclusiva en el área de Berreteaga y el área de Sangróniz.

## Historia
Según diversos autores que se han ocupado de estudiar la historia de la anteiglesia, Sondika no es un paraje propiamente tal, sino el conglomerado de los barrios que forman dicho municipio.
El origen de la localidad se sitúa en el siglo XII, cuando los señores de Asua construyeron una iglesia bajo la advocación de San Juan Bautista, para facilitar la asistencia a los oficios religiosos a sus vasallos, que hasta entonces debían de acudir a la relativamente lejana parroquia de Santa María de Erandio. Alrededor de este templo, poco a poco se fue creando el núcleo urbano.
En 1725 fue edificado el molino de viento de Artxanda, pionero en Vizcaya de este tipo de molinos.
Durante la guerra de la Independencia y las guerras carlistas, Sondika sufrió el paso de las distintos ejércitos. Los regimientos que se alojaron en Sondika de 1804 a 1830 fueron primero los nacionales, luego los franceses, más tarde los milicianos armados y por fin los realistas y constitucionalistas.
Hacia mediados del siglo XIX, el lugar, una anteiglesia ya por entonces con ayuntamiento propio, tenía contabilizada una población de 515 habitantes. Aparece descrito en el decimocuarto volumen del Diccionario geográfico-estadístico-histórico de España y sus posesiones de Ultramar de Pascual Madoz con las siguientes palabras:

SONDICA: anteigl. con ayunt. en la prov. de Vizcaya, part. jud. de Bilbao (1 1/4 leg.), aud. terr. de Búrgos (29 1/2), c. g. de las Provincias Vascongadas (á Vitoria 12 1/2), dióc. de Calahorra (30), merind. de Uribe: tiene el 44° voto y asiento en las juntas de Guernica y contribuye al señorio por 56 1/2 fogueras: sit. en llano al O. de la cord. de Archanda que la separa de Deusto y Begoña; clima saludable; consta de 74 casas esparcidas en los barrios de La Campa, Izarza y Sangroniz, en cada uno de los cuales hay una venta ó taberna: tiene escuela de primeras letras concurrida por 50 niños y 14 niñas y dotada con 1,500 rs.; igl. parr. bajo la advocacion de San Juan Bautista, servida por 3 beneficiados que presentan los dueños de las casas solares de Asua, Saravia y Susunaga; 4 ermitas dedicadas á San Martin, La Cruz, San Roque y San Mamés; esta última sit. en térm. de Lujua, pertenece á las dos anteigl. y se cree ha sido de ambas, igl. parr.: 4 fuentes minerales denominadas de Ugalde, Arresti, Sangroniz é Izarza, esta última muy recomendada en las obstrucciones. El térm. confina N. Erandio y Lujua: E. Derio y Zamudio; S. Deusto y Begoña, y O. otra vez Erandio. El terreno está bañado por el brazo de mar que entra en la ria de Bilbao por el puente de Luchana, lo que le hace feraz. caminos: locales. prod.: trigo, maiz, legumbres y frutas; cria algun ganado, poca caza y bastante pesca. ind.: 4 molinos de agua y uno de viento destruido. pobl.: 80 vec., 515 alm. Renta líquida terr.: 22,662 rs. El presupuesto municipal asciende á 5,520 rs. y se cubren con 6,000 que le producen los arbitrios.
(Madoz, 1849, p. 443)

En 1940 se produjo el acuerdo para instalar en sus cercanías el aeropuerto de Vizcaya, pero las obras fueron con lentitud y hasta el 19 de septiembre de 1948 no aterrizó el primer avión, de la compañía Aviaco procedente de Madrid. La iglesia de San Juan Bautista fue destruida a consecuencia de las obras de construcción del aeropuerto.
En 1966 Sondika fue anexionado a Bilbao junto con los municipios de Erandio, Derio, Zamudio y Lujua por decreto del 30 de marzo. En 1983 Sondika se segrega de Bilbao por decreto del 20 de diciembre de 1982, constituyéndose en municipio con los límites de 1966.
Durante la madrugada del 24 de abril de 1985, fue completamente destruido el ayuntamiento por un atentado realizado con botellas de líquido inflamable. En el incendio, que destruyó todo el edificio, construido en 1929, se perdieron los archivos municipales. No se descubrió a los culpables, pero se relacionó el ataque con un duro conflicto que el consistorio tenía con los taxistas por un problema de tarifas en relación con el aeropuerto.

## Demografía
Sondica cuenta con una población de 4587 habitantes (INE 2024).
| Gráfica de evolución demográfica de Sondica entre 1842 y 2021 |
| |
| Población de derecho según los censos de población del INE Población de hecho según los censos de población del INEEn este censo se denominaba Sandica: 1842 Entre el censo de 1970 y el anterior, este municipio desaparece porque se integra en el municipio 48020 (Bilbao) En este censo se denominaba Sondica: 1991 Entre el censo de 1991 y el anterior, aparece este municipio porque se segrega del municipio 48020 (Bilbao) |

## Patrimonio
- Ermita de Santa Cruz.[14] Barrio de Goiri. En el dintel lleva inscritas una cruz y la fecha de 1935. que data la edificación del nuevo emplazamiento. Restaurada en el año 1984.
- Ermita de San Martín. Barrio de Izartza, en el centro de una campa. Aparece por primera vez mencionada en el año 1690.
- Ermita de San Roque. Se sitúa en la ladera norte del monte Artxanda. Fue completamente reedificada en 1980. Antiguamente los fieles de la anteiglesia de Sondika y Begoña, estando próximos los límites respectivos, acudían a ella para hacer rogativas cuando había sequías.
- Caserío Torretxu.[15] Situado en Sangróniz, posiblemente se trata de la torre del linaje de este apellido. Se trata de una construcción a dos aguas con muros de sillería. Conserva algunos vanos originales, el más importante de los cuales es apuntado. Actualmente se halla muy degradado y ha perdido parte de su altura.
- Hay que destacar dentro de la arquitectura funcional las escuelas de barriada de Izarza de módulo sencillo y el antiguo consistorio, sede actual de varios servicios del Gobierno Vasco. Se trata de un palacio neobarroco al igual que el Batzoki, edificio cúbico a cuatro aguas.
- Respecto a los caseríos y construcciones populares, a pesar de las numerosas transformaciones todavía se aprecian en algunos las viejas estructuras de armazón como sucede al de Kaminoa, en Izarza; Aresti Erdikoa, en Aresti bidea; Boskotxe, en Beike; Etxepinto, en Asua; Enekone, y Gaskoetxe, en Sangroniz. Caseríos que fueron construidos a lo largo de la segunda mitad del siglo XVI y principios del siguiente. Más tardíos, de fines del siglo XVIII, son los de Larrondo Goikoa y Ugalde.
- En el siguiente siglo los edificios más destacados de Sondika en cuanto a arquitectura rural son el caserío Palacios en Beike y el Palacio de la Ola.
- Durante el siglo XIX asistimos a un cambio en el que las casas de labranza prescinden del soportal y lo sustituyen por un zaguán interior. Esto ocurre en el caserío Berreteaga, edificio de mampuesto con dos pisos y el tejado a dos vertientes.
- Molino de Viento de Artxanda. Fue edificado en 1725 a medias entre Manuel de Bildosola, principal propietario, y Juan de Herrero, que contaba con un tercio de la posesión. Fue el pionero en Vizcaya de estos molinos.

## Administración y política
| Partido político                                              | 2023   | 2023       | 2019   | 2019       | 2015   | 2015       | 2011   | 2011       | 2007   | 2007       | 2003        | 2003        | 1999   | 1999       | 1995   | 1995       | 1991  | 1991       |
| Partido político                                              | %      | Concejales | %      | Concejales | %      | Concejales | %      | Concejales | %      | Concejales | %           | Concejales  | %      | Concejales | %      | Concejales | %     | Concejales |
| Euzko Alderdi Jeltzalea-Partido Nacionalista Vasco (EAJ-PNV)  | 49,38  | 6          | 54,18  | 7          | 56,67  | 7          | 53,58  | 6          | 62,02  | 8          | 62,55       | 8           | 60,87  | 7          | 58,62  | 8          | 64,84 | 9          |
| Euskal Herria Bildu (EH Bildu)-Bildu                          | 34,26  | 4          | 29,14  | 3          | 27,22  | 3          | 23,91  | 3          | —      | —          | —           | —           | —      | —          | —      | —          | —     | —          |
| Partido Socialista de Euskadi-Euskadiko Ezkerra (PSE-EE PSOE) | 7,47   | 1          | 9,78   | 1          | 7,38   | 1          | 9,55   | 1          | 12,07  | 1          | 11,37       | 1           | 8,05   | 1          | 7,73   | 1          | 6,58  | 0          |
| Partido Popular del País Vasco (PP)                           | 5,73   | 0          | 4,75   | 0          | 5,24   | 0          | 9,43   | 1          | 9,99   | 1          | 11,91       | 1           | 9,82   | 1          | 7,15   | 0          | —     | —          |
| Eusko Alkartasuna (EA)                                        | —      | —          | —      | —          | —      | —          | —      | —          | 8,09   | 1          | 8,27        | 1           | 4,83   | 0          | 10,09  | 1          | 9,89  | 1          |
| Ezker Batua-Berdeak (EB-B)                                    | —      | —          | —      | —          | —      | —          | —      | —          | 5,88   | 0          | 4,07        | 0           | —      | —          | —      | —          | —     | —          |
| Euskal Herritarrok (EH)-Herri Batasuna (HB)                   | —      | —          | —      | —          | —      | —          | —      | —          | —      | —          | Ilegalizado | Ilegalizado | 15,26  | 2          | 12,98  | 1          | 13,96 | 1          |
| Euskadiko Ezkerra (EE)                                        | PSE-EE | PSE-EE     | PSE-EE | PSE-EE     | PSE-EE | PSE-EE     | PSE-EE | PSE-EE     | PSE-EE | PSE-EE     | PSE-EE      | PSE-EE      | PSE-EE | PSE-EE     | PSE-EE | PSE-EE     | 2,06  | 0          |